# العلاقات الجنوب سودانية القرغيزستانية
العلاقات الجنوب سودانية القيرغيزستانية هي العلاقات الثنائية التي تجمع بين جنوب السودان وقيرغيزستان.

## مقارنة بين البلدين
هذه مقارنة عامة ومرجعية للدولتين:
| وجه المقارنة                                              | جنوب السودان                  | قيرغيزستان                      |
| --------------------------------------------------------- | ----------------------------- | ------------------------------- |
| المساحة (كم2)                                             | 619.75 ألف                    | 199.95 ألف                      |
| عدد السكان (نسمة)                                         | 12.58 مليون                   | 6.20 مليون                      |
| الكثافة السكانية (ن./كم²)                                 | 20.3                          | 31.01                           |
| العاصمة                                                   | جوبا                          | بيشكك                           |
| اللغة الرسمية                                             | لغة إنجليزية                  | اللغة الروسية، اللغة القيرغيزية |
| العملة                                                    | جنيه جنوب سوداني، جنيه سوداني | سوم قيرغيزستاني                 |
| الناتج المحلي الإجمالي (بليون دولار)                      | 2.90 مليار                    | 7.56 مليار                      |
| الناتج المحلي الإجمالي (تعادل القوة الشرائية) بليون دولار | 22.88 مليار                   | 20.45 مليار                     |
| الناتج المحلي الإجمالي الاسمي للفرد دولار أمريكي          | 73                            | 1.10 ألف                        |
| الناتج المحلي الإجمالي للفرد دولار أمريكي                 | 2.02 ألف                      |                                 |
| مؤشر التنمية البشرية                                      | 0.467                         | 0.655                           |
| رمز المكالمات الدولي                                      | +211                          | +996                            |
| رمز الإنترنت                                              | .ss                           | .kg                             |
| المنطقة الزمنية                                           | ت ع م+03:00                   | ت ع م+06:00                     |

## منظمات دولية مشتركة
يشترك البلدان في عضوية مجموعة من المنظمات الدولية، منها:
| علم المنظمة | اسم المنظمة                        | تاريخ انضمام جنوب السودان | تاريخ انضمام قيرغيزستان |
| ----------- | ---------------------------------- | ------------------------- | ----------------------- |
|             | مؤسسة التنمية الدولية              | 18 أبريل 2012             | 24 سبتمبر 1992          |
|             | يونسكو                             | 27 أكتوبر 2011            | 2 يونيو 1992            |
|             | وكالة ضمان الاستثمار متعدد الأطراف | 18 أبريل 2012             | 21 سبتمبر 1993          |
|             | الأمم المتحدة                      | 14 يوليو 2011             | 2 مارس 1992             |
|             | الاتحاد البريدي العالمي            | ?                         | ?                       |
|             | البنك الدولي للإنشاء والتعمير      | 18 أبريل 2012             | 18 سبتمبر 1992          |
|             | الاتحاد الدولي للاتصالات           | 3 أكتوبر 2011             | 20 يناير 1994           |
|             | مؤسسة التمويل الدولية              | 18 أبريل 2012             | 11 فبراير 1993          |
|             | منظمة الشرطة الجنائية الدولية      | ?                         | ?                       |

## وصلات خارجية
- موقع وزارة الخارجية الجنوب سودانية
- موقع وزارة الخارجية القيرغيزستانية